# 龐徳公
龐 徳公（ほう とくこう、163年? - 没年不詳）は、中国後漢末期の人物。南郡襄陽県の名士であり、人物鑑定の大家。中国襄陽の民間伝承では字を子魚としている。一方で『宋書』や『四庫全書』「巵林」においては尚長となっている。子は龐山民。孫は龐渙。従子は龐統・龐林。なお、西涼の龐徳とは名前が似ているが、全くの別人である。
荊州の襄陽に住み、親交があった司馬徽を「水鏡」、諸葛亮を「臥龍」、そして龐統を「鳳雛」と名付けたという。正史『三国志』では、劉備が劉表の客将だった頃に司馬徽を訪ねた際、その弟子の牧童が劉備に話した言葉の中に、龐統の従父としてその名が言及されている。また、子は諸葛亮の姉と結婚しており、諸葛亮とは縁戚関係にあたる。